# Combat 84
Combat 84 je engleski Oi! punk sastav. Osnovali su ga u londonskom Chelseaju 1981. godine skinheadi Chris 'Chubby' Henderson i John Deptford. Nacionalnu su pozornost privukli BBC-jevom dokumentarnom serijom Arena o skinheadskom pokretu.
Sastav je djelovao od 1981. do 1984. te 2000. godine.
Članovi su bili Chris 'Chubby' Henderson, John Deptford, Jim, Brownie, John Fisher, F.T., Suds.
Izdali su studijske albume Send in the Marines (1984.), Charge of the 7th Cavalry (1989.) i Orders of the Day (2000.). Izdali su tri EP-a: Orders of the Day (1982.), Rapist (1983.) i Tooled Up (2000.) godine.

## Vanjske poveznice
- http://www.punkoiuk.co.uk/interviews/combat84.htm  Arhivirana inačica izvorne stranice od 23. travnja 2019. (Wayback Machine) Intervju